# Arthur Kornberg

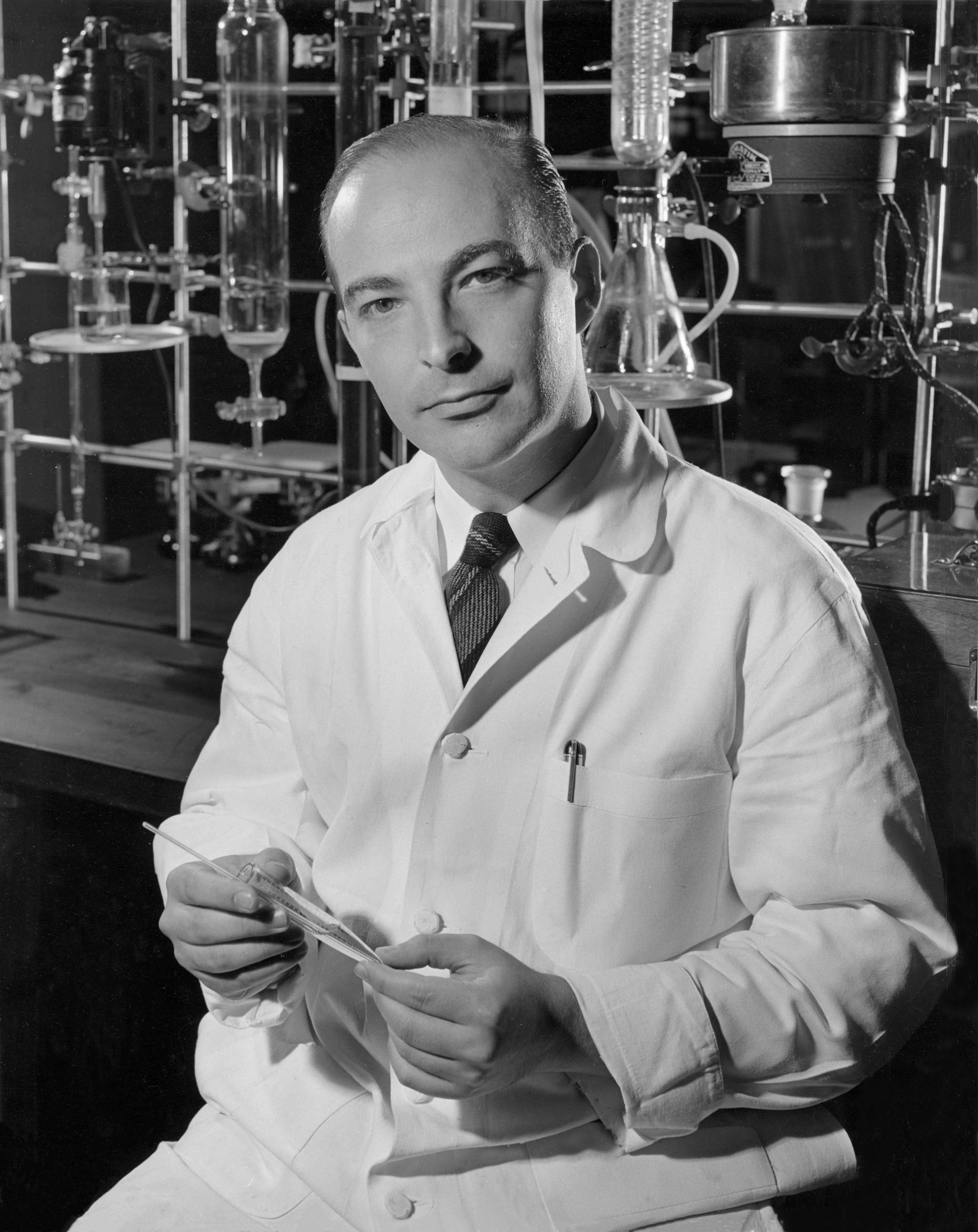
Arthur Kornberg

Arthur Kornberg (* 3. März 1918 in Brooklyn, New York City, USA; † 26. Oktober 2007 in Stanford, Kalifornien) war ein US-amerikanischer Biochemiker. Zusammen mit Severo Ochoa erhielt er 1959 den Nobelpreis für Physiologie oder Medizin „für die Entdeckung des Mechanismus in der biologischen Synthese der Ribonukleinsäure und der Desoxyribonukleinsäure“. Einer seiner Söhne, Roger D. Kornberg, ist ebenfalls Nobelpreisträger.
Arthur Kornbergs primäre Forschungsinteressen galten der Chemie der Enzyme, der Synthese von Desoxyribonukleinsäure und dem Studium der Nukleinsäuren, welche die Vererbung bei Tieren, Pflanzen, Bakterien und Viren steuern. Er isolierte 1956 erstmals das Enzym DNA-Polymerase I (auch Kornberg-Polymerase genannt) aus dem Bakterium Escherichia coli.

## Frühes Leben
Arthur Kornberg wurde als Sohn der Österreicher Lena Kornberg (geborene Katz) und Joseph Kornberg geboren. Seine Eltern wanderten 1900 von Galizien nach New York aus, 1904 heirateten sie. Arthurs Großvater väterlicherseits wechselte den Familiennamen von Queller (auch Kweller geschrieben) zu Kornberg, um die Einberufung ins Militär zu vermeiden, indem er die Identität einer Person annahm, die den Militärdienst bereits absolviert hatte. Er arbeitete fast 30 Jahre lang als Nähmaschinenarbeiter in der Lower East Side von Manhattan. Als sich seine Gesundheit verschlechterte, eröffnete er eine kleine Eisenwarenhandlung in Brooklyn, in der Arthur Kornberg als Neunjähriger Kunden bediente.
Kornberg ging zuerst an die Abraham Lincoln High School und erhielt 1937 am City College of New York das Vordiplom und 1941 an der University of Rochester den Master. Kornberg hatte das Gilbert-Syndrom, welches durch eine Erhöhung des Bilirubin-Spiegels im Blut einen leichten Ikterus verursacht. Während der Medizinschule untersuchte er unter Studienkollegen, wie häufig diese (relativ harmlose) Krankheit auftrat. Die Ergebnisse dieser Untersuchung wurden 1942 in Kornbergs erster wissenschaftlicher Arbeit publiziert.
Sein Praktikum machte Kornberg zwischen 1941 und 1942 im Strong Memorial Hospital in Rochester, New York. Danach trat er dem bewaffneten Dienst bei der United States Coast Guard als Leutnant bei, wo er als Schiffsarzt diente. Rolla Dyer, der Direktor der National Institutes of Health, erfuhr von Kornbergs Arbeit und lud ihn ins Forschungsteam des Ernährungsinstituts der NIH ein. Von 1942 bis 1945 bestand Kornbergs Arbeit in der Verfütterung spezialisierter Diäten an Ratten, um neue Vitamine zu entdecken.

## Wissenschaftliche Forschung
Wegen seines Interesses an Enzymen wechselte Kornberg 1946 in das Labor von Severo Ochoa an der New York University. Bei seiner Arbeit erlernte die Techniken der Enzym-Isolation und besuchte daneben im Sommer Kurse an der Columbia University, um seine Wissenslücken im Bereich der organischen und physikalischen Chemie zu schließen. Von 1947 bis 1953 leitete er die Enzym- und Stoffwechsel-Abteilung an den National Institutes of Health. Er arbeitete am Verständnis der Produktion von ATP aus NAD und NADP, was ihn später auch zu der Frage führte, wie die großen Moleküle der Desoxyribonukleinsäure aus einfacheren Molekülen aufgebaut werden.
Zwischen 1953 und 1959 war er Professor an der Washington University und leitete die Abteilung für Mikrobiologie. Hier setzte er seine Experimente mit den an der Bildung von DNA beteiligten Enzymen fort. 1956 isolierte Kornberg das erste der an der Polymerbildung von DNA beteiligten Enzyme, heute bekannt als DNA-Polymerase I. Dafür wurde ihm 1959 der Nobelpreis verliehen.
1960 bekam er den LLD-Titel des City College, gefolgt von einem D. Sc.-Titel an der University of Rochester 1962. Ab 1959 war er Professor und ausführender Leiter des Departements für Biochemie an der Stanford University. 1995 erhielt er einen Gairdner Foundation International Award. 1957 wurde er in die National Academy of Sciences, 1960 in die American Philosophical Society und 1961 in die American Academy of Arts and Sciences gewählt, 1964 zum Mitglied der Leopoldina.
Kornbergs Mutter starb 1939 an einem Gas-Gangrän, ausgelöst durch eine Sporen-Infektion nach einer Routine-Operation an der Gallenblase. Dies löste eine lebenslange Faszination für Sporen in ihm aus. Während er an der Washington University tätig war, widmete er einige seiner Forschungsbemühungen deren Verständnis. Von 1962 bis 1970, inmitten seiner Arbeit an der DNA-Synthese, brachte er die Hälfte seiner Zeit auf um herauszufinden, wie die DNA in Sporen gelagert ist, welche Reproduktionsmechanismen enthalten sind und wie Sporen neue Zellen generieren. Dies war kein sehr beliebtes, aber ein komplexes Gebiet der Wissenschaft. Obwohl Kornberg Fortschritte erzielte, gab er diesen Forschungszweig schließlich auf. 1979 erhielt er die National Medal of Science für Biologie.
2006 betrieb Kornberg weiterhin ein Forschungslabor in Stanford und veröffentlichte regelmäßig durch Fachleute geprüfte wissenschaftliche Papiere. Einige Jahre lang richtete sich sein Augenmerk auf die Erforschung anorganischer Polyphosphate.

## Familienleben
Kornberg heiratete Sylvy Ruth Levy, ebenfalls eine Biochemikerin, am 21. November 1943. Sie arbeitete eng mit Kornberg zusammen und trug entscheidend zur Entdeckung der DNA-Polymerase bei.
Sie hatten drei Söhne: Roger David Kornberg (zurzeit Professor für Strukturbiologie an der Stanford University und Träger des Nobelpreises für Chemie 2006), Thomas Bill Kornberg (Entdecker der DNA-Polymerase II und III und derzeit Biochemiker an der University of California, San Francisco) und Kenneth Andrew Kornberg (Architekt, der sich auf das Design biomedizinischer und biotechnischer Laboratorien und Gebäude spezialisiert hat).
Sylvy Kornberg starb 1986. Arthur Kornberg heiratete 1988 Walsh Levering und lebte 2004 in Portola Valley.

## Veröffentlichungen (Auswahl)
- Vom Enzym über die DNA zu den Membranen. Akademie der Wissenschaften und der Literatur, Mainz 1974, ISBN 3-515-01883-2.
- For The Love of Enzymes – The Odyssey of a Biochemist. Harvard University Press, Boston 1989, ISBN 0-674-30776-3.